# مالكوم غريفين
مالكوم غريفين (10 أغسطس 1991 بشيكاغو في الولايات المتحدة - ) (بالإنجليزية: Malcolm Griffin)‏ هو لاعب كرة سلة أمريكي في مركز هجوم خلفي. لعب مع جمعية سلا وليبايا لوفاس وKolossos Rodou B.C. ‏ وChampaign Swarm ‏ والوداد الرياضي (كرة السلة).

## وصلات خارجية
- مالكوم غريفين على موقع كرة السلة الأوروبية.كوم (الإنجليزية)
- مالكوم غريفين على موقع كلية كرة السلة في سبورتس رفرنس.كوم (الإنجليزية)
- مالكوم غريفين على موقع ريلجم (الإنجليزية)
- مالكوم غريفين على موقع بروبوليرز (الإنجليزية)
- مالكوم غريفين على موقع سبورتس رفرنس (الإنجليزية)